# Эренпрейс, Густав
Густав Эренпрейс (род. 5 августа 1891 года в Мазсалаце, умер в 1956 г. ) был латвийским производителем велосипедов, предпринимателем, который основал и управлял крупнейшей в Прибалтике велосипедной фабрикой «Эренпрейс». 

## Биография
Родился 5 августа 1891 года в Мазсалаце, Латвия, которая в то время входила в Лифляндскую губернию Российской империи в семье латышских крестьян. Отец Густава Либий был кучером в местной усадьбе Вальтерберга. 
После окончания ремесленного училища в 1907 году Густава Эренпрейса приняли на работу в велосипедную мастерскую Эдуарда Берзиньша в Риге, которая производила велосипеды «Baltija» и мотоциклы, а также занималась продажей английских мотоциклов «Triumph» и «Douglas» в Прибалтике. За время своей работы Густав представил новые технологические решения и был назначен техническим руководителем велосипедной мастерской. 
В июне 1915 года, во время Первой мировой войны, мастерская была эвакуирована в Харьков, эвакуировался также и Густав. После войны не сохранились ни станки, ни инструменты, ни финансирование для восстановления бывшего цеха, но в 1921 году, вернувшись в Ригу из эмиграции, Густав Эренпрайс начал создание собственного предприятия. Свой первый капитал он заработал путем ремонта и продажи нескольких автомобилей, брошенных армией Бермонта. 
В начале 1922 года «Мастерская велосипедов и мотоциклов "G. Ērenpreis"» была открыта в Риге, на Александровской улице (ныне улица Бривибас), рядом с Видземским рынком. Здесь и были изготовлены первые велосипеды мастерской «Эренпрейс» под уже известным брендом «Baltija». Из-за нехватки места и отсутствия современных станков в 1924 году мастерская «Gustav Erenpreiss» переехала в более просторные помещения в здании бывшего велосипедного завода Александра Лейтнера, на улице Бривибас 129/133. В 1926 году, с целью расширения производства и улучшения качества, было основано торгово-велосипедное акционерное общество «G. Ērenpreiss un Biedris», которое стала выпускать новые велосипеды «Omega». Однако в конце года Густав Эренпрейс покидает новое акционерное общество после конфликта со своими партнерами. 
В начале 1927 года было открыто новое предприятие «Велосипедная фабрика Gustavs Ērenpreiss» на улице Бривибас 82, выпустившее первоначально на рынок новый бренд «G. Ērenpreis Īstais» (G. Ērenpreis настоящий), но это создало путаницу, и вскоре после этого имя велосипеда было изменено на «Ērenpreis Original». Новая марка стремительно завоёвывала популярность в обществе, и в 1931 г. Эренпрейс начал строительство велосипедной фабрики.

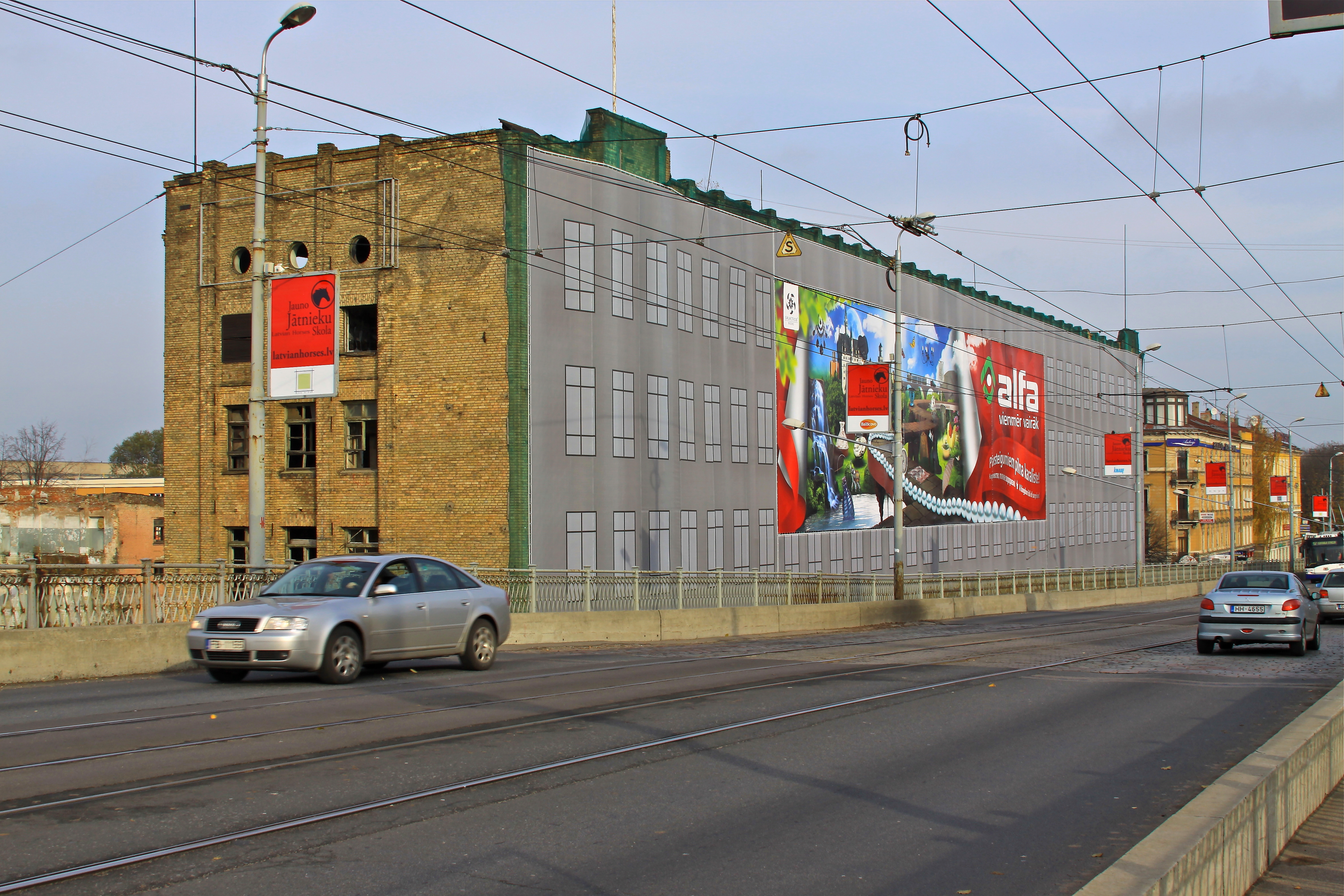
Бывшее здание велосипедного завода Густава Эренпрейса сегодня, улица Бривибас, Рига

 Во время Второй мировой войны, после присоединения Латвии в СССР в 1940 году, фабрика была национализирована, а Густав Эренпрейс остался работать на заводе как управляющий.
 
Во время немецкой оккупации Г. Эренпрейс в 1943 году получил завод обратно, но в конце 1944 года он был вынужден бежать в Германию. После освобождения Латвии от оккупантов  заводу было возвращено название «Саркана Звайгзне» («Красная звезда»). 
В 1956 году Густав Эренпрейс умер в Детмольде, в ФРГ. 
Густав Эренпрейс был награжден Орденом Трёх звёзд III степени  и Крестом Признания IV степени
Работу Густава Эренпрейса в области производства велосипедов в настоящее время развивает правнук брата Густава Арнольда Эренпрейса, Том Эренпрейс, который разрабатывает и производит новые велосипеды Erenpreiss.

## Семья
Сын Густава Эренпрейса от первого брака, Янис, остался в Латвии с матерью и стал видным учёным - исследователем рака. Его сыновья - Янис и Юрис, последний также пошёл по медицинской линии и защитил диссертацию по урологии. 